# KK Cibona
O Košarkaški klub Cibona  (português: Basquetebol Clube Cibona) é um clube profissional de basquetebol sediado na cidade de Zagreb, Croácia que atualmente disputa a Liga Croata. Foi fundado em 1946 e manda seus jogos na Dražen Petrović Basketball Hall que possui capacidade de 5400 espectadores.

## Títulos
Títulos: 42

### Competições Domésticas
Ligas Croatas
- Campeão (18): 1991-92, 1992–93, 1993–94, 1994–95, 1995–96, 1996–97, 1997–98, 1998–99, 1999-00, 2000–01, 2001–02, 2003–04, 2005–06, 2006–07, 2008–09, 2009-10, 2011-12, 2012-13
- Finalista (4): 2002-03, 2004-05, 2013–14, 2014–15

Copa da Croácia
- Títulos (7): 1994-95, 1995–96, 1998–99, 2000–01, 2001–02, 2008–09, 2012–13
- Finalista (8): 1991-92, 1993-94, 1996-97, 1999-00, 2002-03, 2004-05, 2007-08, 2009-10

### Antigas competições domésticas
Liga Iugoslava
- Campeão (3): 1981-82, 1983-84, 1984-85
- Finalista (4): 1961, 1970-71, 1980-81, 1985-86

Copa da Iugoslava
- Campeão (8): 1968-69, 1979–80, 1980–81, 1981–82, 1982–83, 1984–85, 1985–86, 1987-88
- Finalista (2): 1971-72, 1990-91

### Competições Europeias
Copa dos Campeões Europeus
- Campeão (2): 1984-85, 1985-86

FIBA Saporta Cup
- Campeão (2): 1981-82, 1986-87

FIBA Korać Cup
- Campeão (1): 1972
- Finalista (2): 1979-80, 1987-88

### Competições Regionais
Liga Adriática
- Campeão (1): 2013-14
- Finalista (3): 2003-04, 2008-09, 2009-10

### Não oficial
Tríplice coroa
- Campeão (2): 1981-82, 1984-85

## Temporada por Temporada
| Temporada | Liga                      | Copa                                 | Regional                   | Europa                      |
| --------- | ------------------------- | ------------------------------------ | -------------------------- | --------------------------- |
| 1990–91   | Liga IugoslavaSemifinais  | Copa da IugosláviaFinalista          | Não houve                  | Copa KoraćQuartas de Finais |
| 1991–92   | A-1 LigaCampeões          | Copa Krešimir ĆosićFinalista         | Não houve                  | EuroligaQuartas de Finais   |
| 1992–93   | A-1 LigaCampeões          | Copa Krešimir ĆosićSemifinal         | Não houve                  | EuroligaTop16               |
| 1993–94   | A-1 LigaCampeões          | Copa Krešimir ĆosićFinalista         | Não houve                  | EuroligaTop16               |
| 1994–95   | A-1 LigaCampeões          | Copa Krešimir ĆosićCampeão           | Não houve                  | EuroligaQuartas de Final    |
| 1995–96   | A-1 LigaCampeões          | Copa Krešimir ĆosićCampeão           | Não houve                  | EuroligaTop16               |
| 1996–97   | A-1 LigaCampeões          | Copa Krešimir ĆosićFinalista         | Não houve                  | EuroligaTop16               |
| 1997–98   | A-1 LigaCampeões          | Krešimir Ćosić CupSemifinals         | Não houve                  | EuroligaTop16               |
| 1998–99   | A-1 LigaCampeões          | Copa Krešimir ĆosićCampeão           | Não houve                  | EuroligaTop16               |
| 1999–00   | A-1 LigaCampeões          | Copa Krešimir ĆosićFinalista         | Não houve                  | EuroligaQuartas de Final    |
| 2000–01   | A-1 LigaCampeões          | Copa Krešimir ĆosićCampeão           | Não houve                  | EuroligaTop16               |
| 2001–02   | A-1 LigaCampeões          | Copa Krešimir ĆosićCampeão           | ABA LeagueSemifinais       | EuroligaFase de Grupos      |
| 2002–03   | A-1 LigaFinalista         | Copa Krešimir ĆosićFinalista         | ABA League5º               | EuroligaTop16               |
| 2003–04   | A-1 LigaCampeões          | Copa Krešimir ĆosićSemifinalista     | ABA LeagueFinalista        | EuroligaTop16               |
| 2004–05   | A-1 LigaFinalista         | Copa Krešimir ĆosićFinalista         | ABA LeagueQuartas de Final | EuroligaTop16               |
| 2005–06   | A-1 LigaCampeões          | Copa Krešimir ĆosićSemifinalista     | ABA LeagueQuartas de Final | EuroligaTop16               |
| 2006–07   | A-1 LigaCampeões          | Copa Krešimir ĆosićSemifinalista     | ABA LeagueSemifinais       | EuroligaFase de Grupos      |
| 2007–08   | Croatian LeagueSemifinals | Copa Krešimir ĆosićFinalista         | ABA LeagueQuartas de Final | EuroligaFase de Grupos      |
| 2008–09   | A-1 LigaCampeões          | Copa Krešimir ĆosićCampeão           | ABA LeagueFinalista        | EuroligaTop16               |
| 2009–10   | A-1 LigaCampeões          | Copa Krešimir ĆosićFinalista         | ABA LeagueFinalista        | EuroligaTop16               |
| 2010–11   | A-1 LigaSemifinalista     | Copa Krešimir ĆosićSemifinalista     | ABA League12º              | EuroligaFase de Grupos      |
| 2011–12   | A-1 LigaCampeões          | Copa Krešimir ĆosićQuartas de Finais | ABA League7º               | EurocupFase de Grupo        |
| 2012–13   | A-1 LigaCampeões          | Copa Krešimir ĆosićCampeão           | ABA League11º              | EurocupFase de Grupo        |
| 2013–14   | A-1 LigaFinalista         | Copa Krešimir ĆosićSemifinalista     | ABA LeagueCampeão          | EurocupFase de Grupo        |
| 2014–15   | A-1 LigaFinalista         | Copa Krešimir ĆosićSemifinalista     | ABA League11º              | Não Participou              |